# Mount Vernon (Illinois)
Mount Vernon és una població dels Estats Units a l'estat d'Illinois. Segons el cens del 2000 tenia 16.269 habitants.

## Demografia
Segons el cens del 2000, Mount Vernon tenia 16.269 habitants, 6.988 habitatges, i 4.157 famílies. La densitat de població era de 545,3 habitants/km².
Dels 6.988 habitatges en un 27,4% hi vivien nens de menys de 18 anys, en un 42,1% hi vivien parelles casades, en un 13,9% dones solteres, i en un 40,5% no eren unitats familiars. En el 35,9% dels habitatges hi vivien persones soles el 16,7% de les quals corresponia a persones de 65 anys o més que vivien soles. El nombre mitjà de persones vivint en cada habitatge era de 2,25 i el nombre mitjà de persones que vivien en cada família era de 2,92.
Per edats la població es repartia de la següent manera: un 24,7% tenia menys de 18 anys, un 9,1% entre 18 i 24, un 24,9% entre 25 i 44, un 21,9% de 45 a 60 i un 19,3% 65 anys o més.
L'edat mediana era de 38 anys. Per cada 100 dones de 18 o més anys hi havia 80,4 homes.
La renda mediana per habitatge era de 28.145 $ i la renda mediana per família de 36.660 $. Els homes tenien una renda mediana de 31.569 $ mentre que les dones 20.198 $. La renda per capita de la població era de 16.268 $. Aproximadament el 13% de les famílies i el 17,1% de la població estaven per davall del llindar de pobresa.

## Poblacions més properes
El següent diagrama mostra les poblacions més properes.